# 9 Termidor
O Golpe de 9 de Termidor (ou a Queda de Robespierre) foi uma série de eventos que começou com o discurso de Maximilien Robespierre à Convenção Nacional em 8 de Termidor Ano II (26 de julho de 1794), seguido por sua prisão no dia seguinte (27 de julho ou 9 de Termidor) e sua execução em 10 de Termidor (28 de julho). Durante seu discurso em 8 de Termidor, Robespierre falou da existência de inimigos internos, conspiradores e caluniadores, dentro da Convenção e dos Comitês governantes. Ele recusou-se a nomear tais "traidores", o que alarmou os deputados que temiam que Robespierre estivesse preparando outro expurgo dentro da Convenção.
No dia seguinte, esta tensão na Convenção permitiu a Jean-Lambert Tallien, um dos conspiradores que Robespierre tinha em mente na sua denúncia, a fazer com que a Convenção se voltasse contra Robespierre e decretar a sua prisão. No final do dia seguinte, Robespierre foi executado no Praça da Revolução, onde o rei Luís XVI da França havia sido executado um ano antes. Ele foi morto na guilhotina, como vários outros antes dele na era do Terror.